# Palina Smolava
Palina Smolava (vitryska: Паліна Смолава) född 3 september 1980 i Minsk, Vitryska SSR, Sovjetunionen, är en belarusisk sångerska. 
Hon representerade Belarus i Eurovision Song Contest 2006 med sången "Mum", som blev 22:a i semifinalen.
2008 tävlade hon i den ryska uttagningen till Eurovision med balladen "Na rasstojanij dyhanja" som slutade på delad 24:e plats. 2012 ställde hon ånyo upp i Rysslands uttagning till tävlingen. Denna gång med låten "Michael", en hyllningssång till Michael Jackson. I finalen den 7 mars 2012 slutade hon sjua av 25 deltagare.